# Kičevo (kommun)
Kičevo (makedonska: Кичево) är en kommun i Nordmakedonien. Den ligger i den västra delen av landet, 70 km sydväst om huvudstaden Skopje. Antalet invånare är 30 403. Arean är 838 kvadratkilometer.
Följande samhällen finns i Kičevo:
- Kičevo
- Zajas
- Strelci
- Srbica
- Tuin
- Gorno Strogomište
- Šutovo
- Gorni Dlapkin Dol
- Arangel
- Žubrino
- Čelopeci
- Cer
- Jagol
- Popovjani
- Staroec
- Berikovo
- Novo Selo
- Papradište
- Bigor Dolenci
- Premka
- Orlanci
- Oslomej
- Atišta